# Njemanica
Njemanica (en serbe cyrillique : Њеманица) est un village de Bosnie-Herzégovine. Il est situé sur le territoire de la ville d'Istočno Sarajevo, dans la municipalité d'Istočni Stari Grad et dans la république serbe de Bosnie. Selon les premiers résultats du recensement bosnien de 2013, il compte 143 habitants.

## Démographie

### Évolution historique de la population dans la localité
| 1948 | 1953 | 1961 | 1971 | 1981 | 1991 | 2013 |
| ---- | ---- | ---- | ---- | ---- | ---- | ---- |
| -    | -    | 245  | 169  | 141  | 126  | 143  |

|  |

### Répartition de la population par nationalités (1991)
En 1991, les 126 habitants du village étaient tous serbes.